# 蔡氏豹蛛
蔡氏豹蛛（学名：Pardosa chapini）为狼蛛科豹蛛属的动物。在中国大陆，分布于浙江、四川、河北等地，多见于溪边以及沟渠边。该物种的模式产地在浙江。